# Icelus

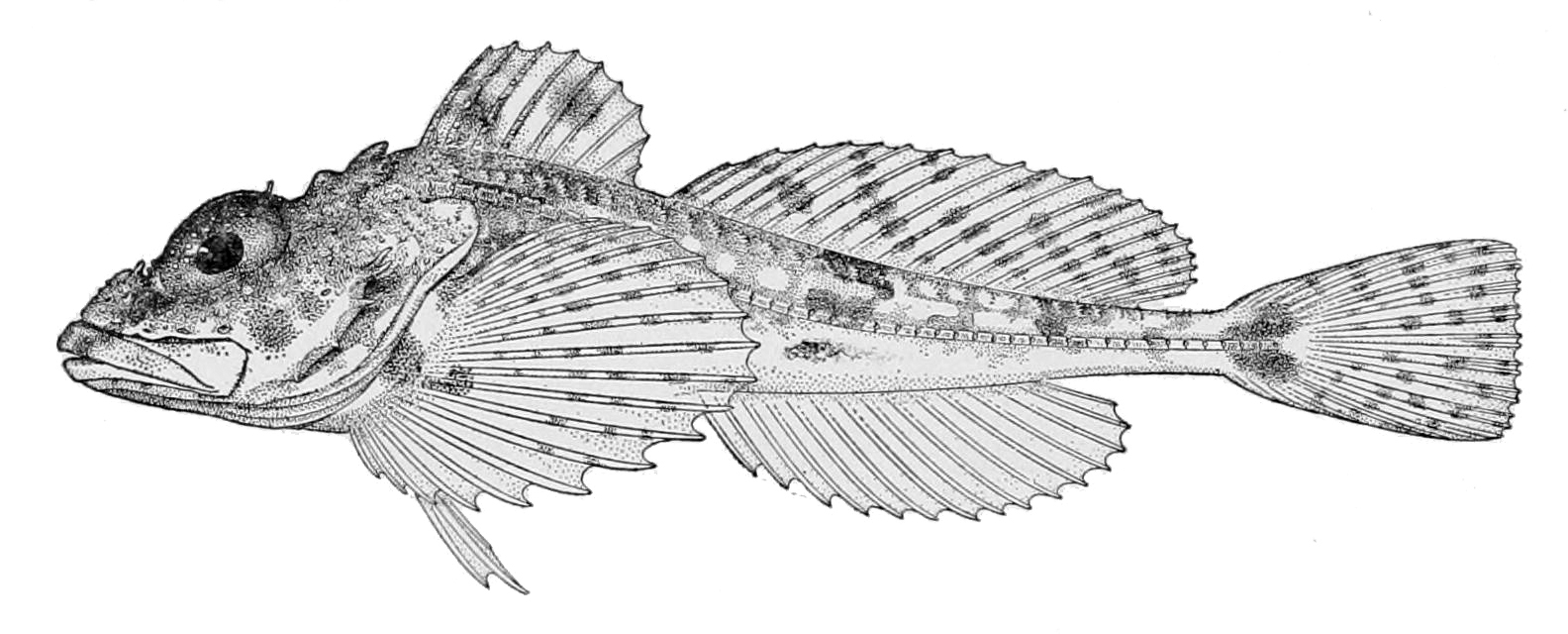
Icelus spatula

Icelus és un gènere de peixos pertanyent a la família dels còtids.

## Descripció
- Són de mida petita.
- Cos amb plaques òssies i, sovint, armats amb espines.
- Cap gros i, en algunes espècies, comprimit.
- Nombre de vèrtebres: 40-43.[1]

## Reproducció
La posta (de pocs ous i demersal) té lloc des de finals fins a la tardor.

## Alimentació
Mengen petits invertebrats bentònics.

## Hàbitat
Viuen a la plataforma continental i al talús continental superior.

## Taxonomia
- Icelus armatus (Schmidt, 1916)
- Icelus bicornis (Reinhardt, 1840)[2]
- Icelus canaliculatus (Gilbert, 1896)[3]
- Icelus cataphractus (Pavlenko, 1910)[4]
- Icelus ecornis (Tsutsui & Yabe, 1996)[5]
- Icelus euryops (Bean, 1890)[6]
- Icelus gilberti (Taranetz, 1936)
- Icelus mandibularis (Yabe, 1983)[7]
- Icelus ochotensis (Schmidt, 1927)
- Icelus perminovi (Taranetz, 1936)[8]
- Icelus rastrinoides (Taranetz, 1936)
- Icelus sekii (Tsuruoka, Munehara & Yabe, 2006)[9]
- Icelus spatula (Gilbert & Burke, 1912)[10]
- Icelus spiniger (Gilbert, 1896)[3][11]
- Icelus stenosomus (Andriàixev, 1937)[12]
- Icelus toyamensis (Matsubara & Iwai, 1951)[13]
- Icelus uncinalis (Gilbert & Burke, 1912)[14][15][16][17][18][19]